# John Tooby
John Tooby (* 26. Juli 1952 in Saint Paul, Minnesota; † 9. November 2023) war ein amerikanischer Anthropologe. Zusammen mit seiner Frau Leda Cosmides ist er Gründer und Leiter des Center for Evolutionary Psychology an der University of California, Santa Barbara. Tooby und Cosmides gelten als Gründungsfiguren der modernen evolutionären Psychologie.

## Leben
Tooby studierte ab 1975 Verhaltensbiologie und experimentelle Psychologie an der Harvard University, 1989 erwarb er seinen PhD in biologischer Anthropologie ebenfalls in Harvard. Nach einem Postdoc-Stipendium an der Stanford University kam Tooby 1990 an das anthropologische Institut der University of California, Santa Barbara. 1999 bis 2001 war er Präsident der Human Behavior and Evolution Society.
Toobys Hauptarbeitsgebiet ist die evolutionäre Psychologie, also die Erforschung des menschlichen Geistes aus evolutionärer Perspektive. Dabei beschäftigt sich Tooby zusammen mit Cosmides zum einen mit Grundlagendebatten wie der Frage nach der Modularität des Geistes und dem Verhältnis von evolutionärer Psychologie und Neurowissenschaft. Zum anderen arbeitet er jedoch auch an konkreten Projekten wie der evolutionspsychologischen Erforschung der Partnerwahl oder der Erkennung von Lügen und betrügerischem Verhalten.
Für 2020 wurde Cosmides und Tooby der Jean-Nicod-Preis zugesprochen.

## Schriften (Auswahl)
- J. Barkow, L. Cosmides und J. Tooby: The Adapted Mind. Evolutionary psychology and the generation of culture. Oxford University Press, Oxford 1992
- L. Cosmides und J. Tooby: Universal Minds. Explaining the new science of evolutionary psychology. (Darwinism Today Series). Weidenfeld & Nicolson, London und Yale University Press, Yale 2008